# Sjeuf Felder

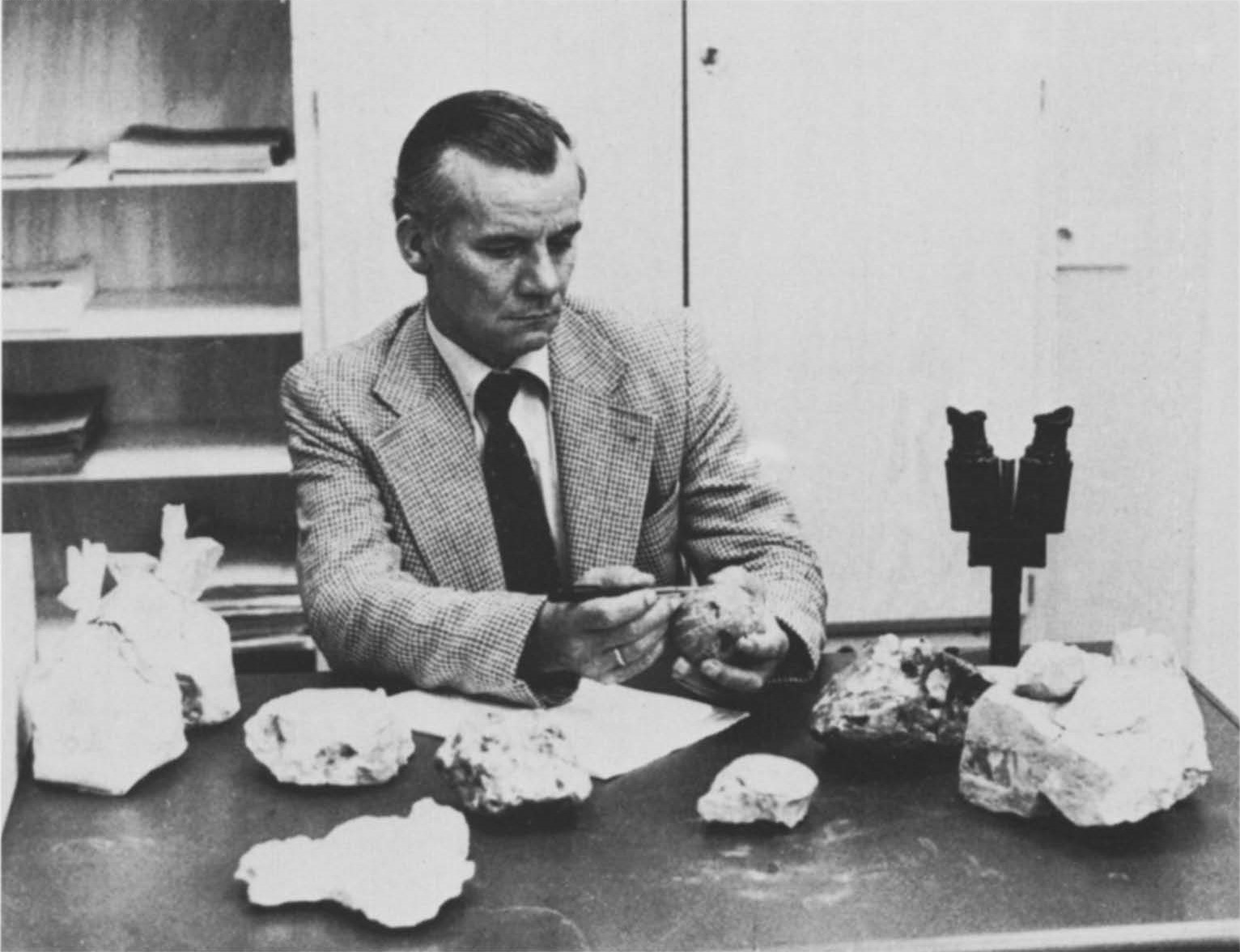
Sjeuf Felder in het Natuurhistorisch Museum Maastricht

Sjeuf Felder (voluit: Peter Joseph Felder, afgekort: P.J. Felder) (Vijlen, 28 februari 1928 - Cadier en Keer, 15 mei 2009), was een Nederlands geoloog.

## Biografie
Felder was de zoon van de Duitser Wiel Felder, die naar Nederland was gevlucht, en de Nederlandse Anna Maria Catharina Jaegers die uit Vijlen afkomstig was. Het gezin kreeg negen kinderen waarvan Sjeuf Felder de vijfde was. Zijn twee jaar jongere broer Werner Felder was de zevende. Zijn broer Werner had een schriftelijke cursus geologie gevolgd, waarna deze een zee-egelfossiel gevonden had en toen ontstond ook zijn interesse voor geologie.

### Mijnperiode
Vanaf zijn veertiende was Felder boerenknecht, werd na een aantal jaar vrachtrijder, maar hij wilde mijnwerker worden. In 1947 trad hij in dienst bij de Domaniale mijn in Kerkrade. Vanaf 1948 fietsten Felder en zijn broer heel Zuid-Limburg af (en verder) om in kalksteengroeves en grindgroeves te zoeken naar fossielen. In 1951 werd hij lid van de Nederlandse Geologische Vereniging Afdeling Limburg die toen drie jaar bestond. Ook werden ze lid van het Natuurhistorisch Genootschap in Limburg.
Mijngeoloog Wiel Ritzerfeld bood Felder de mogelijkheid om bij de Geologische Dienst te gaan werken, maar dat ging in 1952 wegens bezuinigingen niet door. Wel kon hij geologisch assistent worden bij de Staatsmijn Beatrix in Vlodrop, na een praktische opleiding bij Staatsmijn Hendrik. Hij slaagde op 1 december 1955 voor de cursus geologisch assistent op het Geologisch Bureau in Heerlen, die later ook door zijn broer Werner gevolgd zou worden. Hij kreeg later de rang van meesterhouwer en nog later afdelingsopzichter, om leiding te krijgen over de Afdeling Boringen.
In 1952 organiseerden de broers in Vijlen hun eerste tentoonstelling met als titel Wonderen der Natuur, in samenwerking met het Natuurhistorisch Museum, Het Limburgs Landschap, de Dierenbescherming en anderen, waarbij het hoogtepunt van de tentoonstelling de fossielencollectie vormde van de broers.
In 1953 trouwde hij met zijn vrouw Lena uit Bocholtz.
In 1954 begon de Werkgroep Krijtonderzoek die door Werner Felder gecoördineerd werd, als samenwerking tussen de Nederlandse Geologische Vereniging Afdeling Limburg en het Geologisch Bureau. Het Bureau stelde boormateriaal ter beschikking, Sjeuf Felder had de leiding over de uitgevoerde boringen waarbij men tot wel op een diepte van 26 meter diep boorde om stratigrafische gegevens en monsters te verzamelen. Zo ontstond er een ontsluitingsarchief dat werd beheerd door Werner Felder. Tot in 1995 werd dit archief aangevuld met nieuwe ontsluitingen, waarna het opgenomen werd in het archief van het Natuurhistorisch Museum in Maastricht.
In 1959 werd Felder overgeplaatst naar de Staatsmijn Beatrix, maar in 1962 kwam het einde aan de mijn en werd Felder overgeplaatst naar Staatsmijn Maurits.

### Na de mijnen
In 1967 werd Felder ontslagen als gevolg van de afbouw van de Limburgse mijnindustrie. Hij kwam in dienst bij de Gemeente Maastricht, specifiek het Natuurhistorisch Museum, alwaar hij de taak had om in Limburg reizende tentoonstellingen te organiseren. Later mocht hij het museum ook opnieuw inrichten. Hij ging wonen in Cadier en Keer.
De eerste tentoonstelling die hij organiseerde was die van Bodem en Industrie die ging over de vele industrieën in Limburg die gebaseerd waren op de winning van grondstoffen in de provincie. Ook begeleidde hij studenten die onderzoek deden naar de verschillen tussen Maastrichts kalksteen en Kunrader kalksteen. Daarnaast organiseerde hij ook nog geologische excursies. Door zijn toenemende bekendheid groeide het aantal vondstmeldingen bij het Natuurhistorisch Museum.
In juni 1964 begon de Werkgroep voor het Onderzoek van Prehistorische Vuursteenmijnen van de Nederlandse Geologische Vereniging Afdeling Limburg met de opgravingen in de vuursteenmijnen van Rijckholt in het Savelsbos. Deze opgraving werd uitgevoerd door verschillende leden van de vereniging, waaronder de beide broers Felder, waarbij Werner Felder de dagelijkse projectleiding had en het project stond onder de wetenschappelijke supervisie van Professor Waterbolk van de Universiteit van Groningen. Door de Staatsmijnen werd er apparatuur ter beschikking gesteld en de leden van de werkgroep gingen als mijnwerkers aan de slag om 50 ton staal aan te brengen en vele kilo's steenmateriaal en vondsten uit de bodem te halen. Het ondergrondse werk zou uiteindelijk acht jaar duren met nog vele jaren onderzoek volgend. Het resultaat was een 140 meter lange gang die dwars door een 6000 jaar oud ondergronds gebied liep van tientallen mijnen, alsmede wereldwijde bekendheid van het onderzoek naar de vuursteenmijnen. Dit resulteerde eveneens in een Internationaal Vuursteensymposium van vier dagen lang dat eind april 1969 in Maastricht werd gehouden, alsmede nog twee van dergelijke symposia in Maastricht in 1975 en 1979. In 1983 vond deze plaats in Brighton in Engeland, in 1987 in Bordeaux in Frankrijk, in 1991 in Madrid in Spanje, in 1995 in Krzemionki in Polen en in 1999 in Bochum in Duitsland. Met al deze symposia waren de twee broers de kartrekkers.
In 1976 resulteerde het werk van de beide broers in de totstandkoming van een volledig nieuwe stratigrafie van het Limburgs Krijt.
In de tijd dat Felder bij het Natuurhistorisch Museum werkte, werd het museum lid van de Internationale Krijtcommissie. Vanuit het museum nam Felder deel aan deze commissie, evenals zijn broer Werner en Peter Bosch, beiden vanuit het Geologisch Bureau.
In 1988 verliet Felder het Natuurhistorisch Museum en ging hij met vervroegd pensioen.
Sinds 2004 heet de nieuwe soort kokerworm die Felder in 1967 vond Mucroserpula felderi, vernoemd naar Sjeuf Felder.
Op 12 december 2008 werd het boek Het Fenomeen Felder van de auteur Wiel Schins gepresenteerd tijdens een de bijeenkomst vanwege het 60-jarig bestaan van de Nederlandse Geologische Vereniging Afdeling Limburg, en beschrijft het leven van de gebroeders Felder. Drie dagen na de presentatie overleed Werner Felder.

## Onderscheidingen
In 1985 kreeg Felder de vijfjaarlijkse wetenschappelijke prijs van de Stichting André Hubert Dumont. Deze prijs kreeg hij voor zijn initiatief tot het onderzoeken van mesofossielen in kalksteen en deze ontwikkeld heeft tot nieuwe wetenschappelijke methode.
In 1986 kreeg Felder de onderscheiding van Officier in de Belgische Kroonorde voor het ruim 25 jaar bijdragen aan de Belgisch-Nederlandse samenwerking op het vlak van geologie en onderzoek naar de prehistorie.
In 1989 werd Felder benoemd tot Ridder in de Orde van Oranje Nassau.

## Publicaties (selectie)
- Rapportage over de opgraving te Rijckholt, 1993
- Bioklasten-stratigrafie of ecozonatie voor het Krijt (S-C-M) van Zuid-Limburg en oostelijk België, 2001
- Over Cement, Cementfabrieken in Limburg en speciaal de Cementfabrieken in Vijlen, Nederlandse Geologische Vereniging Afdeling Limburg, 2006

- Bibliothèque nationale de France: cb13618961f (data)
- Gemeinsame Normdatei: 173298184
- International Standard Name Identifier: 0000 0000 1081 3129
- Library of Congress Control Number: n79088587
- Nationale Bibliotheek van Israël: 987007329056105171
- Système universitaire de documentation: 086149784
- Virtual International Authority File: 39145304397578571714